# Żebro (architektura)

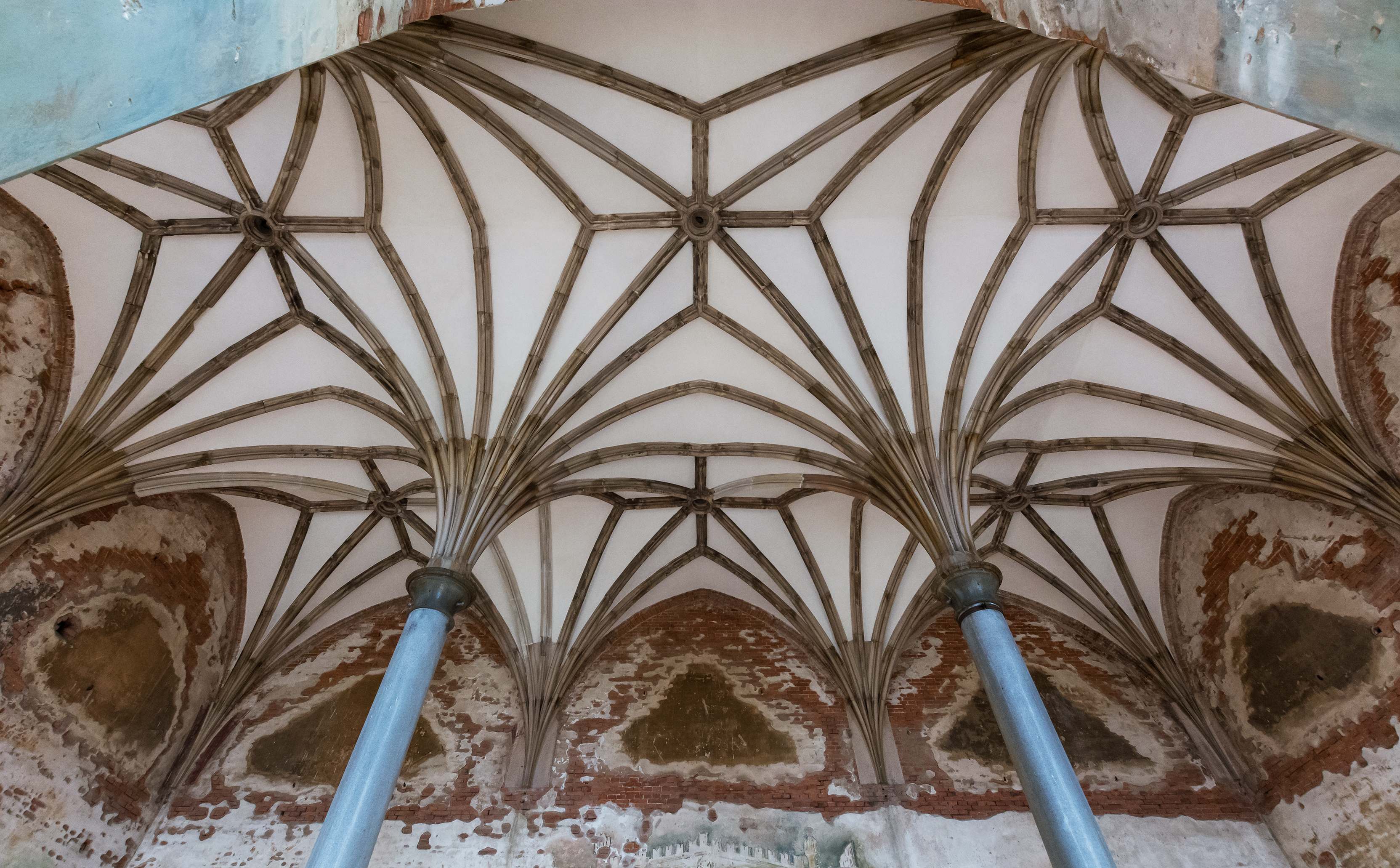
Strop z żebrami sklepiennymi

Żebro – pojęcie to w budownictwie i architekturze ma kilka znaczeń:
- w budownictwie współczesnym: żebro żelbetowe – pogrubione miejsce o zwiększonej nośności i dodatkowym zbrojeniu stosowane w stropach
- w budownictwie w wiekach VIII–XVII: żebro kamienne i ceramiczne stosowane do wzmocnienia sklepienia, prowadzone po krzywiźnie sklepienia, żebro sklepienne

## Żebro w stropach
W sensie konstrukcyjnym żebro stropowe od belki różni się tym, iż belka podpiera strop, a żebro jest jego integralną częścią, jest wykonywane razem ze stropem. Żebra wykonuje się albo na budowie, albo wykorzystując prefabrykaty w postaci beleczek żelbetowych, lekkich kratownic stalowych z żelbetową stopką, belek stalowych itd.
Żebra stosuje się w stropach:
- żelbetowych płytowo-żebrowych
- ceramiczno-żelbetowych
- betonowo-żelbetowych

Żebra zazwyczaj ustawia się w jednym kierunku, równolegle do siebie.
Żebra rozstawione w stropie o odległość mniejszą niż 90 cm (w osiach) tworzą strop gęstożebrowy. Zależnie od wysokości żebro może być ukryte w stropie lub z niego wystawać. Żebra wystające są stosowane głównie w budownictwie sportowym i przemysłowym. Odmianą żebra jest żebro rozdzielcze, inaczej stężające, umieszczane poprzecznie do pozostałych żeber, mające zadanie usztywniające.
W stropie rusztowym żebra krzyżują się w obu kierunkach, podobnie jak belki w drewnianym stropie kasetonowym.

## Żebro sklepienne
Żebro – łęk wykonany z cegły lub kamienia. Żebra stanowią szkielet sklepienia. Wzmacniają sklepienie konstrukcyjnie. Żebro przewodnie jest żebrem prowadzonym przez najwyższe punkty sklepienia.